# Michel Le Quien
Michel Le Quien (o Lequien), O.P. (Boulogne-sur-Mer, 8 ottobre 1661 – Parigi, 12 marzo 1733), è stato un presbitero, teologo e storico francese.

## Biografia
Studiò al Collège du Plessis, a Parigi, e a vent'anni entrò nel convento domenicano di Faubourg Saint-Germain, dove fece la sua professione solenne nel 1682. A parte brevi assenze occasionali, non lasciò mai Parigi. Al momento della sua morte era bibliotecario del Convento dei Giacobini di Rue Saint-Honoré, carica che aveva ricoperto per quasi tutta la vita, prestando assistenza a coloro che cercavano informazioni sulla teologia e sull'antichità ecclesiastica. Sotto la supervisione del P. Jacques Marsollier imparò perfettamente le lingue classiche, l'arabo e l'ebraico, a detrimento, sembra, della sua lingua madre.

## Opere

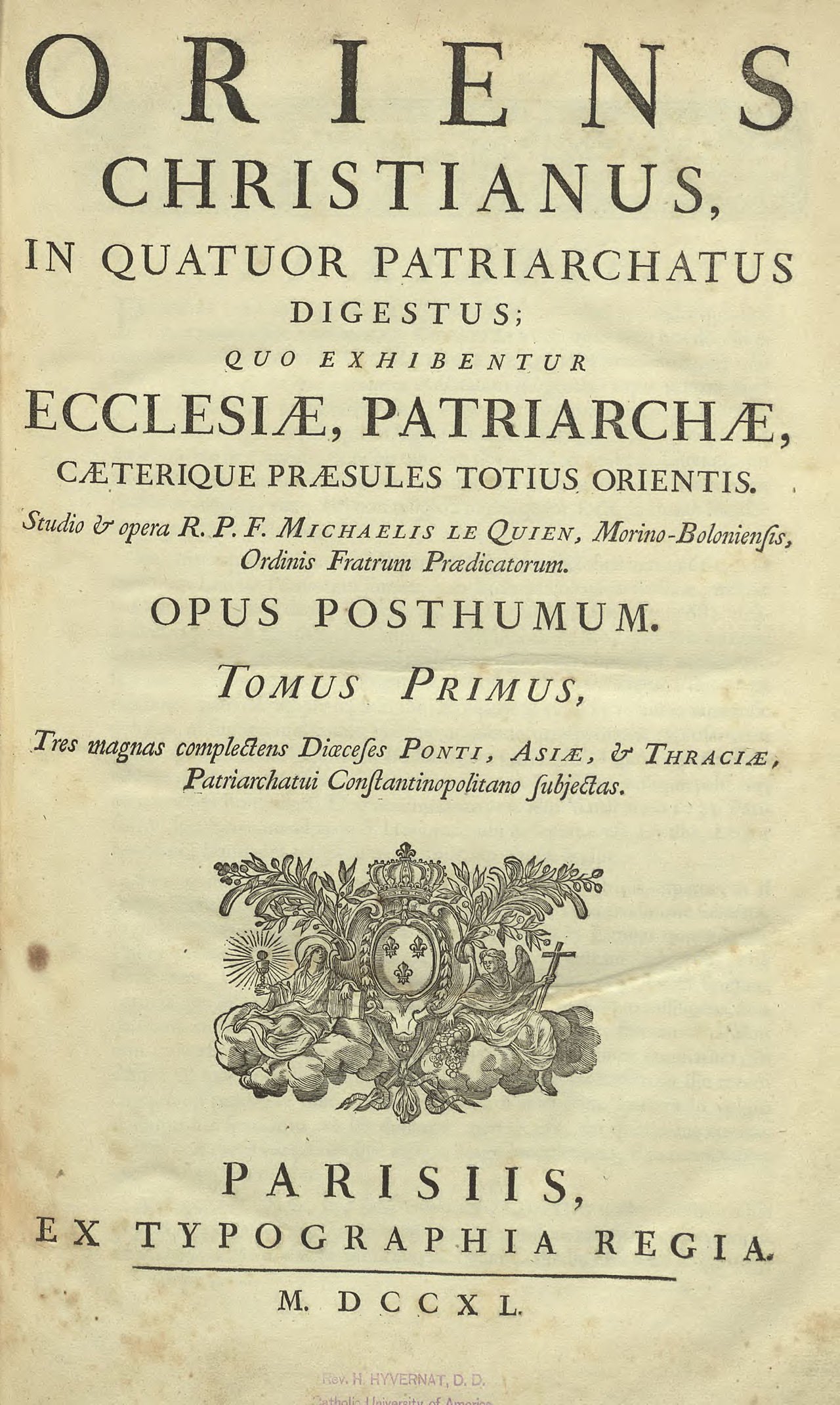
Frontespizio del primo volume della sua opera più conosciuta, lOriens christianus in quatuor patriarchatus digestus.

Le sue opere principali, in ordine cronologico, sono:
- Défense du texte hébreu et de la version vulgate (Paris, 1690), ristampato in Migne, Scripturae Sacrae Cursus, III (Paris 1861), 1525-84. È una risposta a L'antiquité des temps rétablie del Cistercense Paul Pezron (1638–1706), che aveva preso il testo della Septuaginta come unica base per la sua cronologia.
- Johannis Damasceni opera omnia testo greco con traduzione latina (2 vols. fol., Paris, 1712) in Migne Patrologia Graeca, XCIV-VI. A questa fondamentale edizione Le Quien aggiunse eccellenti dissertazioni; un terzo volume, che avrebbe dovuto contenere altre opere del Damasceno e vari studi su di lui, non fu mai completato.
- Panoplia contra schisma Graecorum, scritto con lo pseudonimo di Stephanus de Altimura Ponticencis (Paris, 1718), confutazione del Περὶ τῆς ἀρχῆς τοῦ Πάπα ἀντιρρήσεις del patriarca Nettario di Gerusalemme, Le Quien sosteneva, con prove storiche desunte principalmente dai Padri orientali, il primato del Papa.
- La nullité des ordinations anglicanes (2 vols., Paris, 1725), e La nullité des ordinationes anglicanes démontrée de nouveau (2 vols., Paris, 1730), contro la difesa delle validità delle ordinazioni anglicane fatta da Pierre François le Courayer.
- Vari articoli su archeologia e storia ecclesiastica, pubblicati da Desmolets (Paris, 1726–31).
- Oriens christianus in quatuor patriarchatus digestus, in quo exhibentur Ecclesiae patriarchae caeterique praesules totius Orientis, pubblicato postumo (3 vols., Paris, 1740). Le Quien aveva intenzione di pubblicare questo lavoro già nel 1722 e aveva stipulato un contratto con lo stampatore Simart (Revue de l'Orient Latin, 1894, II, 190). Nel comporre l'opera Le Quien utilizzò le note del benedettino Abel-Louis de Sainte-Marthe, che aveva progettato un "Orbis Christianus", e gli aveva gentilmente consegnato i suoi appunti sull'Oriente e l'Africa. L'"Oriens Christianus", nel progetto di Le Quien, avrebbe dovuto comprendere non solo la gerarchia dei quattro patriarcati greci e latini di Costantinopoli, Alessandria, Antiochia e Gerusalemme, e quella dei patriarcati giacobita, melchita, nestoriana, maronita e armena, ma anche i testi greci e latini delle varie Notitiae episcopatuum, un catalogo dei monasteri orientali e africani e anche la gerarchia della Chiesa africana. Le ultime tre parti di questo gigantesco progetto furono messe da parte dagli eredi letterari di Le Quien. Le sue annotazioni sull'Africa cristiana e sui suoi monasteri non sono mai state utilizzate almeno nella loro interezza.
- "Abrégé de l'histoire de Boulogne-sur-Mer et ses comtes" in Desmolets, "Mémoires de littérature", X (Paris, 1749), 36-112.